# THE IDOLM@STER MILLION LIVE! M@STER SPARKLE
『THE IDOLM@STER MILLION LIVE! M@STER SPARKLE』（アイドルマスター ミリオンライブ マスタースパークル）は、2017年8月23日から2018年4月4日までランティスから全8作がリリースされたキャラクターソングCDシリーズ。

## 概要
『アイドルマスター ミリオンライブ! シアターデイズ』用に作成された楽曲を収録したCDアルバムシリーズ。同じく『シアターデイズ』と連動したCDシリーズである「THE IDOLM@STER MILLION THE@TER GENERATION」がユニット曲を主に収録しているのに対し、こちらはソロ曲を主に収録している。
01から順に毎月発売されていたが、制作上の都合により04以降は発売日が一ヶ月延期されている。

## 01
2017年8月23日発売。春日未来、白石紬、周防桃子、豊川風花、七尾百合子が参加。
収録曲
1. ローリング△さんかく [4:11]
歌：周防桃子（渡部恵子）
作詞：安藤紗々、作曲・編曲：松坂康司
2. 地球儀にない国 [4:38]
歌：七尾百合子（伊藤美来）
作詞：森由里子、作曲：佐藤純一（fhána）、編曲：saga yuxuki（fhána）
3. 祈りの羽根 [4:53]
歌：豊川風花（末柄里恵）
作詞：rino、作曲・編曲：EFFY
4. 瑠璃色金魚と花菖蒲 [4:19]
歌：白石紬（南早紀）
作詞：中村彼方、作曲・編曲：ラムシーニ
5. 未来系ドリーマー [4:12]
歌：春日未来（山崎はるか）
作詞：唐沢美帆、作曲・編曲：板垣祐介

## 02
2017年9月20日発売。伊吹翼、北沢志保、桜守歌織、徳川まつり、永吉昴が参加。
収録曲
1. プリンセス・アラモード
歌：徳川まつり（諏訪彩花）
作詞・作曲：松井洋平、作曲・編曲：AstroNoteS
2. HOME RUN SONG♪
歌：永吉昴（斉藤佑圭）
作詞：結城アイラ、作曲・編曲：中土智博
3. ロケットスター☆
歌：伊吹翼（Machico）
作詞：真崎エリカ、作曲・編曲：本多友紀（Arte Refact）
4. CAT CROSSING
歌：北沢志保（雨宮天）
作詞：中村彼方、作曲：中野ゆう、編曲：EFFY
5. ハミングバード
歌：桜守歌織（香里有佐）
作詞・作曲：藤本記子、編曲：福富雅之

## 03
2017年10月25日発売。佐竹美奈子、高山紗代子、箱崎星梨花、馬場このみ、最上静香が参加。
収録曲
1. Come on a Tea Party!
歌：箱崎星梨花（麻倉もも）
作詞：中村彼方、作曲・編曲：光増ハジメ
2. 満腹至極フルコォス
歌：佐竹美奈子（大関英里）
作詞：安藤紗々、作曲・編曲：ラムシーニ
3. Only One Second
歌：高山紗代子（駒形友梨）
作詞：松井洋平、作曲：石谷桂亮、編曲：遠藤直弥・石谷桂亮
4. To...
歌：馬場このみ（高橋未奈美）
作詞・作曲・編曲：KOH
5. SING MY SONG
歌：最上静香（田所あずさ）
作詞：松井洋平、作曲・編曲：黒須克彦

## 04
2017年12月6日発売。高坂海美、野々原茜、ロコ、望月杏奈、矢吹可奈が参加。当初は11月15日発売予定。
収録曲
1. AIKANE?
歌：野々原茜（小笠原早紀）
作詞・作曲：ZAQ、編曲：CMJK
2. スポーツ！ スポーツ！ スポーツ！
歌：高坂海美（上田麗奈）
作詞・作曲：前山田健一、編曲：サイトウヨシヒロ
3. ART NEEDS HEART BEATS
歌：ロコ（中村温姫）
作詞：松井洋平、作曲・編曲：AstroNoteS
4. ENTER→PLEASURE
歌：望月杏奈（夏川椎菜）
作詞：真崎エリカ、作曲：原田篤（Arte Refact）、編曲：脇眞富（Arte Refact）
5. あめにうたおう♪
歌：矢吹可奈（木戸衣吹）
作詞：安藤紗々、作曲：久澄春人、編曲：福富雅之

## 05
2018年1月10日発売。大神環、宮尾美也、百瀬莉緒、エミリー スチュアート、真壁瑞希が参加。当初は2017年12月20日発売予定。
収録曲
1. Border LINE→→→♡
歌：百瀬莉緒（山口立花子）
作詞：唐沢美帆、作曲・編曲：睦月周平
2. ふわりずむ
歌：宮尾美也（桐谷蝶々）
作詞：rino、作曲・編曲：渡部チェル
3. たんけんぼうけん☆ハイホー隊
歌：大神環（稲川英里）
作詞：藤本記子、作曲：本多友紀（Arte Refact）、編曲：酒井拓也（Arte Refact）
4. Silent Joker
歌：真壁瑞希（阿部里果）
作詞：中村彼方、作曲・編曲：ANCHOR
5. はなしらべ
歌：エミリー スチュアート（郁原ゆう）
作詞・作曲：藤本記子、編曲：福富雅之

## 06
2018年2月7日発売。ジュリア、二階堂千鶴、福田のり子、舞浜歩、横山奈緖が参加。当初は1月17日発売予定。
収録曲
1. WE ARE ONE!!
歌：福田のり子（浜崎奈々）
作詞・作曲：藤本記子（Nostalgic Orchestra）、編曲：福富雅之（Nostalgic Orchestra）
2. Home is a coming now!
歌：横山奈緒（渡部優衣）
作詞：伊福部崇、作曲・編曲：伊藤賢
3. Oli Oli DISCO
歌：舞浜歩（戸田めぐみ）
作詞：真崎エリカ、作曲・編曲：Shinnosuke
4. ムーンゴールド
歌：二階堂千鶴（野村香菜子）
作詞：中村彼方、作曲・編曲：松田彬人
5. スタートリップ
歌：ジュリア（愛美）
作詞：きみコ、作曲：ハヤシケイ、編曲：ササキジュン

## 07
2018年3月7日発売。木下ひなた、篠宮可憐、所恵美、中谷育、松田亜利沙が参加。当初は2月21日発売予定。
　収録曲
1. Take! 3.2.1.→S・P・A・C・E↑↑
歌：松田亜利沙（村川梨衣）
作詞：松井洋平、作曲・編曲：Astro NoteS
  - 読みは「テイクミートゥーザスペース」。
2. ときどきシーソー
歌：中谷育（原嶋あかり）
作詞：真崎エリカ、作曲・編曲：原田篤（Arte Refact）
3. スノウレター
歌：木下ひなた（田村奈央）
作詞：藤本記子（Nostalgic Orchestra）、作曲：岩瀬賢明（とけた電球）、編曲：福富雅之（Nostalgic Orchestra）
4. 教えてlast note…
歌：篠宮可憐（近藤唯）
作詞：安藤紗々、作曲・編曲：奈須野新平
5. Hearty!!
歌：所恵美（藤井ゆきよ）
作詞：藤本記子（Nostalgic Orchestra）、作曲・編曲：増谷賢

## 08
2018年4月4日発売。北上麗花、島原エレナ、田中琴葉、天空橋朋花が参加。当初は3月21日発売予定。
収録曲
1. シャクネツのパレード
歌：島原エレナ（角元明日香）
作詞：安藤紗々、作曲・編曲：ラムシーニ
2. 空に手が触れる場所
歌：北上麗花（平山笑美）
作詞：真崎エリカ、作曲・編曲：矢鴇つかさ（Arte Refact）
3. Sister
歌：天空橋朋花（小岩井ことり）
作詞・作曲：小岩井ことり、編曲：KOHTA YAMAMOTO
4. シルエット
歌：田中琴葉（種田梨沙）
作詞：坂井季乃、作曲・編曲：山口朗彦
5. Brand New Theater!
歌：765 MILLION ALLSTARS[メンバー 1]
作詞：モモキエイジ、作曲：BNSI（佐藤貴文）、編曲：EFFY

### ユニットメンバー
1. ↑  天海春香（中村繪里子）、如月千早（今井麻美）、星井美希（長谷川明子）、萩原雪歩（浅倉杏美）、高槻やよい（仁後真耶子）、菊地真（平田宏美）、水瀬伊織（釘宮理恵）、四条貴音（原由実）、秋月律子（若林直美）、三浦あずさ（たかはし智秋）、双海亜美 / 真美（下田麻美）、我那覇響（沼倉愛美）、春日未来（山崎はるか）、最上静香（田所あずさ）、伊吹翼（Machico）、田中琴葉（種田梨沙）、島原エレナ（角元明日香）、佐竹美奈子（大関英里）、所恵美（藤井ゆきよ）、徳川まつり（諏訪彩花）、箱崎星梨花（麻倉もも）、野々原茜（小笠原早紀）、望月杏奈（夏川椎菜）、ロコ（中村温姫）、七尾百合子（伊藤美来）、高山紗代子（駒形友梨）、松田亜利沙（村川梨衣）、高坂海美（上田麗奈）、中谷育（原嶋あかり）、天空橋朋花（小岩井ことり）、エミリー スチュアート（郁原ゆう）、北沢志保（雨宮天）、舞浜歩（戸田めぐみ）、木下ひなた（田村奈央）、矢吹可奈（木戸衣吹）、横山奈緒（渡部優衣）、二階堂千鶴（野村香菜子）、馬場このみ（髙橋ミナミ）、大神環（稲川英里）、豊川風花（末柄里恵）、宮尾美也（桐谷蝶々）、福田のり子（浜崎奈々）、真壁瑞希（阿部里果）、篠宮可憐（近藤唯）、百瀬莉緒（山口立花子）、永吉昴（斉藤佑圭）、北上麗花（平山笑美）、周防桃子（渡部恵子）、ジュリア（愛美）、白石紬（南早紀）、桜守歌織（香里有佐）